# Eurasie
Ne doit pas être confondu avec Eurasisme.
 (juin 2017).
Si vous disposez d'ouvrages ou d'articles de référence ou si vous connaissez des sites web de qualité traitant du thème abordé ici, merci de compléter l'article en donnant les références utiles à sa vérifiabilité et en les liant à la section « Notes et références ».

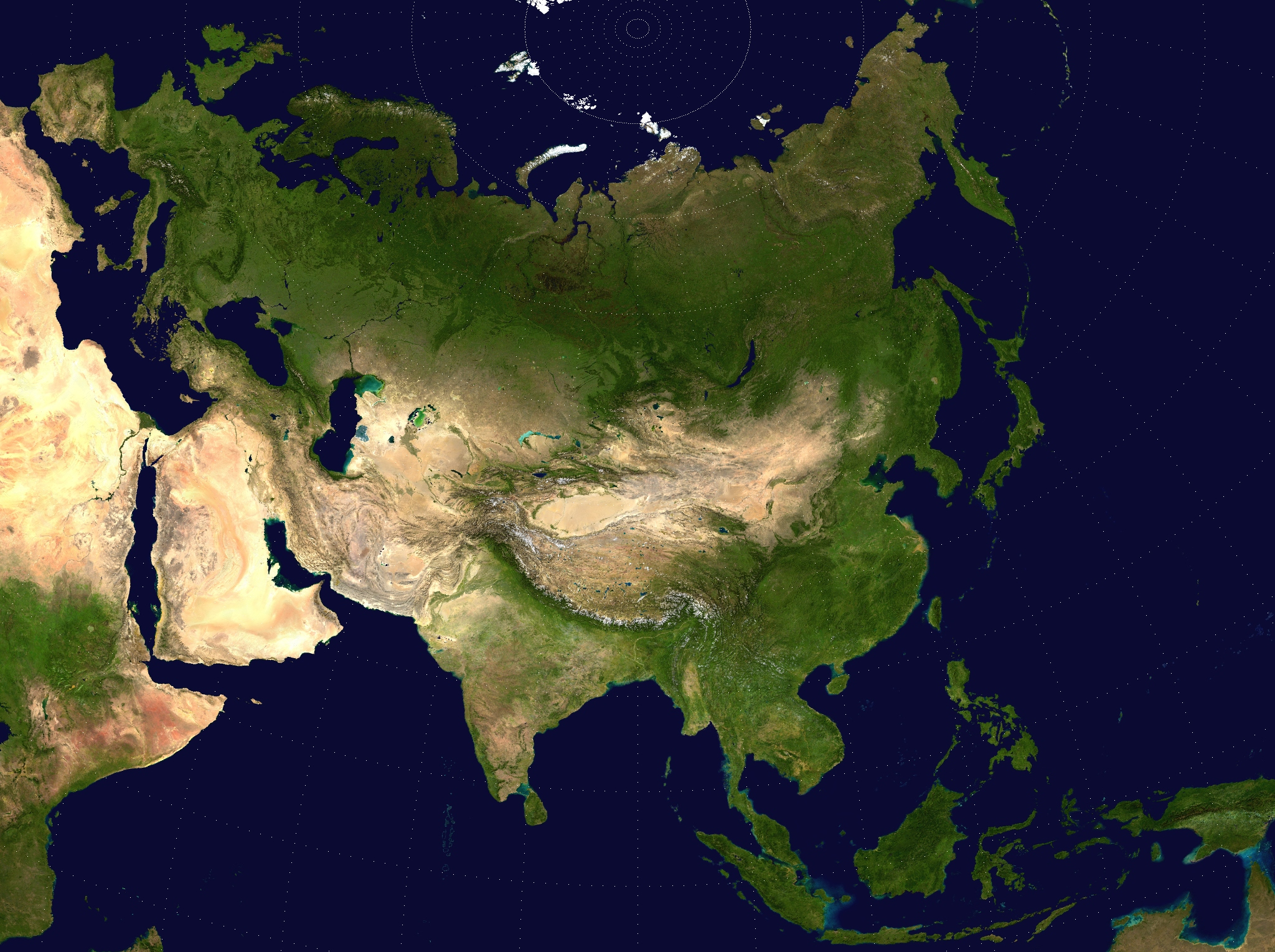
Eurasie, avec l'Afrique du Nord et l'Afrique de l'Est visibles.

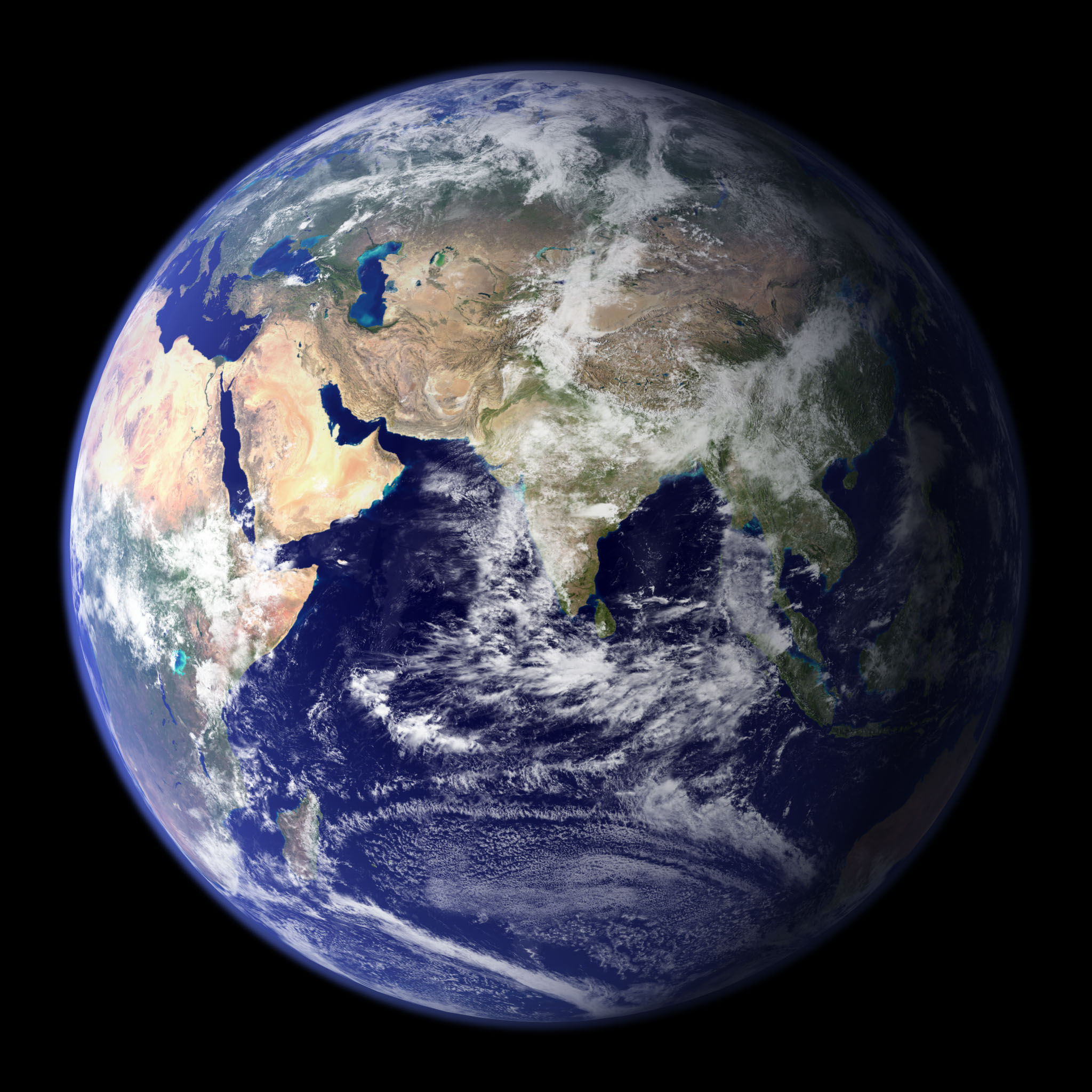
Vue de l'hémisphère est de la Terre depuis l'espace. L'Eurasie est dans la zone du haut de la photographie.

L'Eurasie est un terme géographique désignant conjointement l'Europe et l'Asie en tant que continent unique, plutôt que deux continents séparés. Ce supercontinent s'étend ainsi sur une superficie de près de 54 millions de km2 (environ un dixième de la surface planétaire) entre l'océan Atlantique, à l'ouest, et l'océan Pacifique, à l'est. Il combine de nombreux pays.

## Définition

### Géographique
Les géologues et les géographes depuis Eduard Suess en 1883 s'entendent pour désigner sous ce terme l'Europe et l'Asie dans leur intégralité, mais peu l'utilisent. L'Eurasie est plutôt une notion géopolitique (cf ci-dessous).
D’un point de vue anthropologique, historique et linguistique, l’Eurasie peut être subdivisée — quoique de manière imprécise — en Eurasie de l’Ouest (vaste région comprenant l'Europe, l'Asie de l'Ouest, une grande partie de l'Asie centrale et incluant souvent l’Afrique du Nord) et Eurasie de l’Est. Le terme « Eurasie de l’Ouest » est souvent utilisé dans les études scientifiques.

### Géologique
Géologiquement, la plaque eurasiatique ne comprend ni le sous-continent indien ni la péninsule Arabique (qui est située sur une plaque tectonique détachée de l'Afrique) ni les Philippines (qui sont sur la plaque philippine) ni l'extrémité est de la Russie (située sur la plaque nord-américaine).

### Géopolitique

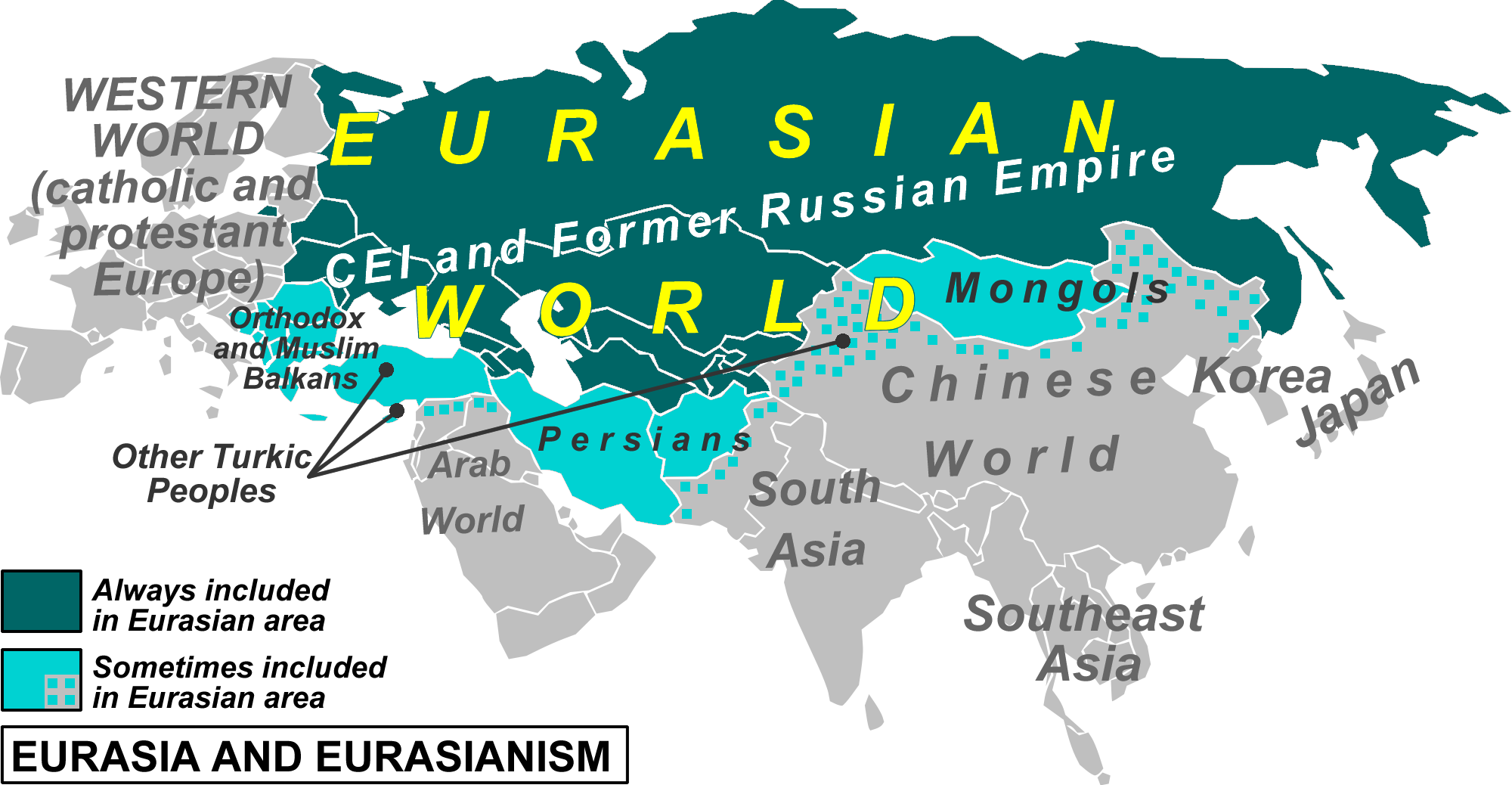
Conception eurasienne de l'Eurasie, cette dernière correspond à la partie nord de la région intermédiaire.

Au sens géopolitique, l'Eurasie se réfère à une conception politique : l'eurasisme qui ancre la fédération de Russie (autrefois l'URSS) dans la masse continentale et tente de porter vers l'Asie l'eurocentrisme traditionnel des élites russes. Selon cette doctrine, le terme ne désigne pas l'ensemble formé par l'Europe et l'Asie mais la zone intermédiaire entre l'Europe et l'Asie.
Aujourd'hui, l'eurasisme s'exprime essentiellement à travers le processus d'intégration régionale dans un monde multipolaire. Le courant eurasien prône un rapprochement toujours plus fort et la construction de l'Union économique eurasiatique sur le modèle de l'Union européenne s'inscrit dans cette doctrine géopolitique.

## Géographie

### Environnement
Du point de vue environnemental, il s'agit d'une entité biogéographique cohérente. Le réseau écologique paneuropéen (REP) et la Stratégie paneuropéenne pour la protection de la diversité biologique et paysagère qui le promeut, soutenue par le Programme des Nations unies pour l'environnement (ONU) et le Conseil de l'Europe, souhaitent développer un réseau écologique couvrant cette zone.

## Population

### Démographie
L'Eurasie héberge 4,9 milliards d'habitants.

### Ethnicité
Au sens ethno-anthropologique, les termes « Eurasien de l'Ouest » et « Eurasien de l'Est » sont couramment utilisés dans les études scientifiques contemporaines, notamment celles liées à la génétique des populations, en remplacement des termes « caucasien » et « mongoloïde », considérés comme obsolètes.
L'adjectif « eurasien » (ou « eurasienne » au féminin) peut aussi désigner une personne métisse née de parents respectivement européen et asiatique. Le terme a été utilisé la première fois vers le milieu du XIXe siècle par les Britanniques pour désigner les métis de parents indiens et européens et repris ensuite par les Français pour les métis de l'Indochine française,.

## Culture
Le groupe Muse a repris le concept politique et littéraire de l'Eurasie dans la chanson United States of Eurasia, tirée de son sixième album, The Resistance.